# Suka Rami (Bermani Ulu)
Suka Rami is een bestuurslaag in het regentschap Rejang Lebong van de provincie Bengkulu, Indonesië. Suka Rami telt 1207 inwoners (volkstelling 2010).